# Cybaeus okafujii
Cybaeus okafujii är en spindelart som beskrevs av Takeo Yaginuma 1963. Cybaeus okafujii ingår i släktet Cybaeus och familjen vattenspindlar. Inga underarter finns listade i Catalogue of Life.